# Australomimetus djuka
Espèce
Australomimetus djuka est une espèce d'araignées aranéomorphes de la famille des Mimetidae.

## Distribution
Cette espèce est endémique d'Australie-Occidentale. Elle se rencontre au South West et à Perth.

## Description
Le mâle holotype mesure 4,45 mm et la femelle paratype 5,71 mm.

## Publication originale
- Harms & Harvey, 2009 : Australian pirates: systematics and phylogeny of the Australasian pirate spiders (Araneae: Mimetidae), with a description of the Western Australian fauna. Invertebrate Systematics, vol. 23, p. 231-280.